# معركة كيب كورفو
معركة كيب كورفو هي معركة بحرية كجزء من النضال من أجل السيطرة على البحر الأبيض المتوسط . وقد حدث ذلك في أغسطس 1613 بالقرب من جزيرة ساموس عندما قام أسطول إسباني من صقلية، تحت قيادة الأدميرال أوتافيو دا اراجونا، بمقاتله أسطول عثماني بقيادة سيناري باشا. انتصر الإسبان واستولوا على سبع سفن وحوالي 600 سجين، من بينهم باي الإسكندرية و 60 من النبلاء العثمانيين. كانت معركة كيب كورفو أول انتصار كبير للأساطيل الإسبانية تحت قيادة بيدرو تيليز (دوق أوسونا الثالث) نائب الملك الأسباني في صقلية، بالإضافة إلى أنها أعظم انتصار إسباني على الإمبراطورية العثمانية منذ معركة ليبانت.